# Servo (layout-engine)
Servo is een experimentele webbrowser-layout-engine die ontwikkeld is in samenwerking tussen Mozilla en Samsung.
Het prototype is bedoeld om een parallelle omgeving te creëren, waarin veel onderdelen, zoals het renderen, de opmaak, het parsen van HTML en het decoderen van afbeeldingen worden verwerkt door gedetailleerd uitgevoerde en op zichzelf staande taakonderdelen. Het project heeft een symbiotische relatie met de programmeertaal Rust, waarin het werd ontwikkeld.
Delen van Servo werden geïntegreerd in Gecko, dat onder meer gebruikt wordt door Firefox.
In 2012 begon het project bij Mozilla. In 2020 is het project bij de Linux Foundation ondergebracht, waarna het in 2023 naar de Europese afdeling verplaatst werd.